# Saga (fumetto)

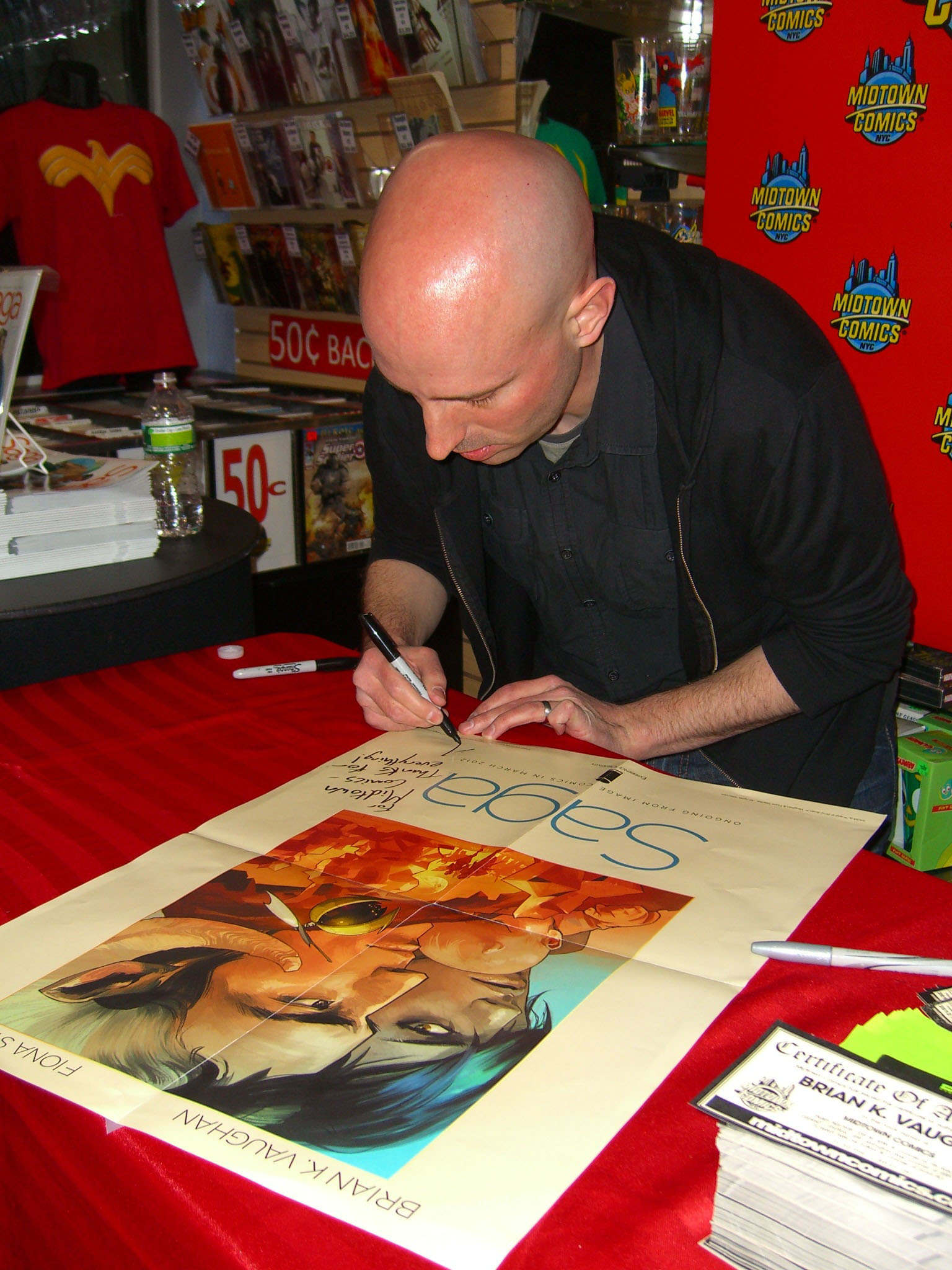
Lo sceneggiatore Brian Vaughan firma un poster della serie presso Midtown Comics a Manhattan il giorno successivo l'uscita del primo numero della serie

Saga è un fumetto statunitense di genere fantascientifico/fantasy, scritto da Brian Vaughan e illustrato da Fiona Staples.
La serie si compone attualmente di undici volumi (in corso), il primo dei quali è stato pubblicato in originale il 14 marzo 2012 da Image Comics e in italiano da BAO Publishing dal novembre 2012. La narrazione ha toni accesi e grotteschi, contenuti adatti ad un pubblico adulto e deve molto ad opere come Guerre stellari.
La serie è stata premiata con tre Eisner Award nel 2013, il primo volume ha vinto il premio Hugo Award come Best Graphic Story nel 2013 e il secondo volume è stato nominato nella stessa categoria nel 2014.

## Trama
La storia narra di una guerra tra il pianeta Landfall (abitato da umanoidi alati) e il suo satellite Wreath (abitato da umanoidi provvisti di corna). Una soldatessa di Landfall, Alana, e un fante di Wreath, Marko, disertano e diventano amanti, quindi fuorilegge, in quanto le unioni tra i due popoli sono proibite. I due protagonisti danno alla luce una figlia, Hazel, che vogliono proteggere ad ogni costo. Wreath manda sulle tracce dei fuggiaschi Il Volere e Il Segugio, due freelancer (micidiali cacciatori di taglie galattici), anch'essi uniti da una travagliata storia di sesso e amore. Alla loro storia si intreccia quella del principe Robot IV, che indagherà personalmente sul passato di Alana.

## Edizioni italiane
| Edizione standard in copertina flessibile | Edizione standard in copertina flessibile | Edizione standard in copertina flessibile | Edizione standard in copertina flessibile | Edizione standard in copertina flessibile |
| Titolo                                    | Raccoglie                                 | Editore                                   | Pubblicazione                             | ISBN                                      |
| ----------------------------------------- | ----------------------------------------- | ----------------------------------------- | ----------------------------------------- | ----------------------------------------- |
| Saga - Volume UNO                         | Albi #1-6                                 | BAO Publishing                            | 7 marzo 2014                              | ISBN 978-88-6543-129-0                    |
| Saga - Volume DUE                         | Albi #7-12                                | BAO Publishing                            | 11 marzo 2014                             | ISBN 978-88-6543-169-6                    |
| Saga - Volume TRE                         | Albi #13-18                               | BAO Publishing                            | 9 aprile 2014                             | ISBN 978-88-6543-215-0                    |
| Saga - Volume QUATTRO                     | Albi #19-24                               | BAO Publishing                            | 9 gennaio 2015                            | ISBN 978-88-6543-272-3                    |
| Saga - Volume CINQUE                      | Albi #25-30                               | BAO Publishing                            | 16 ottobre 2015                           | ISBN 978-88-6543-510-6                    |
| Saga - Volume SEI                         | Albi #31-36                               | BAO Publishing                            | 21 luglio 2016                            | ISBN 978-88-6543-723-0                    |
| Saga - Volume SETTE                       | Albi #37-42                               | BAO Publishing                            | 8 giugno 2017                             | ISBN 978-88-6543-876-3                    |
| Saga - Volume OTTO                        | Albi #43-48                               | BAO Publishing                            | 8 marzo 2018                              | ISBN 978-88-6543-990-6                    |
| Saga - Volume NOVE                        | Albi #49-54                               | BAO Publishing                            | 18 ottobre 2018                           | ISBN 978-88-3273-161-3                    |
| Saga - Volume DIECI                       | Albi #55-60                               | BAO Publishing                            | 30 settembre 2022                         | ISBN 978-88-3273-741-7                    |
| Saga - Volume UNDICI                      | Albi #61-66                               | BAO Publishing                            | 24 novembre 2023                          | ISBN 978-88-3273-932-9                    |
| Saga - Volume DODICI                      | Albi #67-72                               | BAO Publishing                            | 4 luglio 2025                             | ISBN 979-12-5621-110-4                    |

| Edizione Deluxe in copertina rigida | Edizione Deluxe in copertina rigida | Edizione Deluxe in copertina rigida | Edizione Deluxe in copertina rigida | Edizione Deluxe in copertina rigida |
| Titolo                              | Raccoglie                           | Editore                             | Pubblicazione                       | ISBN                                |
| ----------------------------------- | ----------------------------------- | ----------------------------------- | ----------------------------------- | ----------------------------------- |
| Saga Deluxe - Volume 1              | Volumi #1-3                         | BAO Publishing                      | 02/11/2017                          | ISBN 978-88-6543-970-8              |
| Saga Deluxe - Volume 2              | Volumi #4-6                         | BAO Publishing                      | 07/11/2019                          | ISBN 978-88-3273-324-2              |
| Saga Deluxe - Volume 3              | Volumi #7-9                         | BAO Publishing                      | 15/07/2021                          | ISBN 978-88-3273-615-1              |